# Marathon (chanson de Rush)
Pour les articles homonymes, voir Marathon.
Marathon est le quatrième titre de l'album Power Windows du groupe de rock canadien Rush sorti en 1985.
Ce titre a été composé par le guitariste de Rush Alex Lifeson et le bassiste / chanteur / claviériste Geddy Lee, et ses paroles ont été écrites par le batteur et parolier Neil Peart. Les paroles décrivent ce que l'on ressentirait en courant dans un marathon dans la vraie vie. Cependant, le sens de la chanson est censé utiliser le terme « marathon » (un défi extrême) comme une métaphore de la vie, et dire que la vie est pleine d'obstacles et qu'il s'agit de réussir (par exemple ses objectifs personnels).
Dans une interview de 1986, Neil Peart a déclaré : « [Marathon] parle du triomphe du temps et d'une sorte de message pour moi-même (parce que je pense que la vie est trop courte pour tout ce que je veux faire), il y a une auto-admonition disant que la vie est assez longue. Vous pouvez faire beaucoup — ne vous épuisez pas trop vite en essayant de tout faire en même temps. Marathon est une chanson sur les objectifs individuels et comment essayer de les atteindre. Et il s'agit aussi du vieux proverbe chinois : « Le voyage de mille kilomètres commence par un pas. ». »
La version live de la chanson publiée sur le single A Show of Hands a atteint le numéro 6 du classement US Mainstream Rock en 1989.

## Composition
Au milieu des années 1980, le style de Rush commençait à se pencher vers un style de musique rock basé sur du synthétiseur, par opposition à leur plus ancien hard rock et rock progressif à base de riffs de guitare. Au milieu des années 1980, Neil Peart commençait également à expérimenter un kit de batterie électronique. Power Windows est peut-être l'album le plus influencé par les synthétiseurs de la discographie de Rush. Cette influence du synthétiseur s'entend tout au long de l'album, y compris sur Marathon. Celui-ci contient différentes sections avec le synthétiseur de Geddy Lee et la guitare d'Alex Lifeson comme instruments principaux. Pendant le refrain, le synthétiseur de Lee prend le dessus, tandis que lors des couplets et des passages en solo, il y a un mélange entre synthétiseur et guitare.

## Performances en direct
Marathon a été jouée pour la première fois lors du 1985-1986 Power Windows Tour et n'a plus été rejoué en live après le 1990 Presto Tour,.
La chanson a été reprise lors des concerts en direct dans le Time Machine Tour de Rush en 2010-2011. Lorsque la chanson été jouée pendant les concerts de cette tournée, un effet pyrotechnique a été utilisé pendant le deuxième couplet après que Lee ait chanté les paroles « more than just the bottom line or a lucky shot in the dark ».
Les performances de Marathon sont incluses sur le A Show of Hands concert film et sur le A Show of Hands live album ainsi que sur les versions DVD, Blu-ray et double CD du Time Machine 2011: Live in Cleveland.